# René Paul Raymond Capuron
René Paul Raymond Capuron (Condom (Gers), 20 de outubro de 1921 — Condom (Gers), 24 de agosto de 1971) foi um silvicultor e botânico francês que se destacou pelo extenso trabalho que publicou sobre a flora arbórea de Madagáscar. Várias árvores cujo epíteto específico é capuronii honram o seu nome, entre as quais Podocarpus capuronii e Schizolaena capuronii.

## Biografia
Foi chefe da divisão de botânica do Centre technique forestier tropical de Madagascar (Centro técnico de silvicultura tropical de Madagáscar), funções em que efectuou numerosos estudos sobre a flora da ilha.
Entre os seus trabalhos, destaca-se a descoberta das espécies:
- Mauloutchia arillata — uma nova espécie de Mauloutchia, formada a partir da coleção de espécimes de Myristicaceae.[3]
- Takhtajania perrieri — o único táxon extante das Winteraceae em Madagáscar (e na África).[4] Capuron foi o primeiro a redescobrir a planta, após a sua última observação por Henri Perrier de la Bâthie, em 1909.

Capuron é comemorado no nome científico de uma espécie de camaleão, Calumma capuroni, endémico de Madagáscar.
É também homenageado nos nomes de várias espécies de plantas, igualmente endémicas de Madagáscar, tais como Aponogeton capuronii, Bulbophyllum capuronii, Dalbergia capuronii, Euphorbia capuronii, Millettia capuronii, Perrierodendron capuronii, Podocarpus capuronii,  Schizolaena capuronii, Staufferia capuronii, Stephanostegia capuronii e Tabernaemontana capuronii.